# 心杆菌科
心杆菌科（学名：Cardiobacteriaceae）為心杆菌目的一科细菌。此科的模式属为心杆菌属(Cardiobacterium)。
1990年，Dewhirst等人通过对产吲哚金氏菌(Kingella indologenes)、人心杆菌 (Cardiobacterium hominis)及节瘤拟杆菌(Bacteroides nodosus)的16SrRNA序列分析结果，提出建立了心杆菌科这个新菌科。

## 下级分类
本科包括以下属：
- 心杆菌属 Cardiobacterium Slotnick and Dougherty 1964
- 偶蹄形菌属 Dichelobacter Dewhirst et al. 1990
- 萨顿氏菌属 Suttonella Dewhirst et al. 1990